# Ca' Volo
Ca' Volo è stato un programma televisivo condotto da Fabio Volo per due edizioni, a partire dal 7 maggio 2001, su MTV Italia.

## La trasmissione
La trasmissione andava in onda prima alle 20 e in seguito alle 22.30. I telespettatori potevano chiamare il padrone di casa Fabio Volo per commentari i temi proposti dallo stesso presentatore o dai numerosi ospiti. Durante l'edizione 2002, parte del programma è stata dedicata al Mondiale di calcio di quell'anno. Parte integrante del cast era il cameraman Ivo, nel programma presentato come compagno d'appartamento di Fabio Volo.

## Sequel
Il format della trasmissione ebbe un clamoroso successo, tanto da creare un sequel di diverse stagioni successive all'estero chiamate Italo..., in particolare nelle città di Barcellona (Italo Spagnolo), Parigi (Italo Francese) e negli Stati Uniti (Italo Americano).